# Zaglyptonotus bruchi
Zaglyptonotus bruchi är en stekelart som först beskrevs av Girault 1917.  Zaglyptonotus bruchi ingår i släktet Zaglyptonotus och familjen gallglanssteklar. Inga underarter finns listade i Catalogue of Life.